# Церковь Святого Спаса (Дубровник)
Церковь Святого Спаса (хорв. Crkva sv. Spasa) — католический храм в Дубровнике, Хорватия. Расположен в западной части старого города Дубровника у ворот Пиле и крепостной стены.
После землетрясения 17 мая 1520 года Совет Дубровницкой республики принял решение построить церковь в знак благодарности за относительно небольшой ущерб от землетрясения и малое количество жертв. Об этом сообщает монументальная надпись над главным входом на переднем фасаде. Церковь с элементами ренессанса и готики по проекту архитектора Петара Андриича (Petar Andrijić) из Корчулы строилась с 1520 по 1528 год.
В 1667 году в Дубровнике вновь произошло землетрясение, которое, в отличие от землетрясения 1520 года, носило катастрофический характер — погибло множество жителей и было разрушено 68 % городской застройки. Церковь св. Спасителя, однако уцелела и осталась почти нетронутой.
Небольшая по площади церковь имеет один неф, перекрытый типичным для готики сводом. Боковые окна также готические с типичными стрельчатыми арками. Тем не менее, главный фасад ренессансный, характерен для далматинской архитектуры эпохи Возрождения.
В настоящее время в церкви в летние месяцы проходят концерты классической музыки и художественные выставки.